# Bannar
Bannar (persiska: بنر) är en ort i Iran.   Den ligger i provinsen Hormozgan, i den sydöstra delen av landet, 1 200 km sydost om huvudstaden Teheran. Bannar ligger 1 490 meter över havet och antalet invånare är 150.
Terrängen runt Bannar är kuperad. Runt Bannar är det ganska glesbefolkat, med 25 invånare per kvadratkilometer. Närmaste större samhälle är Pātek, 19,6 km sydost om Bannar. Trakten runt Bannar är ofruktbar med lite eller ingen växtlighet.